# 優化城市黨
優化城市黨是加拿大卑詩省溫哥華市的一個市級政黨。它由現任市長沈觀健領導。

## 歷史

### 組成
在2018年溫哥華市選中，以無黨派協會名義當選的五位市議員中的三位——容碧麗（Rebecca Bligh）、董麗莎（Lisa Dominato）和楊瑞蘭（Sarah Kirby-Yung）一同加入了優化城市黨，並代表該黨参加2022年溫哥華市選。  無黨派協會在2018年的市長候選人沈觀健也被優化城市黨選為2022年市長候選人。 
優化城市黨的所有候選人均在2022年市選中當選。沈觀健以 50.96% 的票數當選成為市長，以36,139票（21.48%）的票數擊敗了最接近的競爭對手，時任市長甘迺迪·史都華。 

### 執政
隨著優化城市黨在市議會中佔據多數議席，該黨在2022-2026年任期的前幾次會議上批准了幾項關鍵的政策及綱領，包括正式採用IHRA對反猶太主義的現行定義， 為「提升溫哥華唐人街的緊急措施」開綠燈。  ，並指示市政府工作人員預算1600萬元以僱用 100名警察和100名心理健康護士。 
2023年初，優化城市黨擁有多數席位的公園局投票決定拆除史丹利公園的大部份臨時單車徑，轉而建設新的永久性單車基建取而代之。 由優化城市黨領導的市議會通過的第一份預算包括增加對市內道路維修、園藝、應對心理健康危機和除雪預算的資金，以及增加對溫哥華警察局和溫哥華消防及救援服務的撥款。 市議會也投票決定將溫哥華市的基本工資率轉變為五年平均滾動的可生活工資。 
2023年5月，優化城市黨佔多數的市議會投票通過對溫市的「房屋空置稅」進行多項修改，包括增加豁免以及決定將稅率維持在 3%， 另一項重要的變化是決定追溯性地免除常備庫存稅。 
為了履行優化城市黨的競選承諾，市政府於2023年6月宣佈，新的華埠辦公室將於7月開始營運，辦公室名為「溫金有公民辦事處」，以紀念華裔平權主義者溫金有而命名 。 該辦事處位於奇化街由市政府擁有的華埠廣場商場，以普通話和廣東話提供本地服务。 優化城市黨所領導的市議會也一致支持了一項支持改善南溫哥華和馬寶市政服務的議案。 

## 選舉結果
| 選舉   | 候選人 | 得票   | 得票率 | 名次   | 結果 |
| ------ | ------ | ------ | ------ | ------ | ---- |
| 2022年 | 沈觀健 | 85,732 | 50.96  | 第一名 | 當選 |

| 選舉   | 議席數量 | 議席變動 | 總票數  | 得票率 | 票率變動 | 位置     |
| ------ | -------- | -------- | ------- | ------ | -------- | -------- |
| 2022年 | 8 / 11   | ▲5       | 465,597 | 34.58  | ━        | 多數政府 |